# Omega Ursae Majoris
Omega Ursae Majoris (45 Ursae Majoris) é uma estrela na direção da constelação de Ursa Major. Possui uma ascensão reta de 10h 53m 58.71s e uma declinação de +43° 11′ 24.1″. Sua magnitude aparente é igual a 4.66. Considerando sua distância de 267 anos-luz em relação à Terra, sua magnitude absoluta é igual a 0.10. Pertence à classe espectral A1Vs.